# Dürstelen
Dürstelen ist ein Weiler, der als Aussenwacht der Gemeinde Hittnau angehört. Das Dorf liegt auf ca. 770 m ü. M. und hat etwa 200 Einwohner.

## Geschichte
Eine Besiedelung des Gebietes von Hittnau und den Aussenwachten Dürstelen, Isikon, Hasel, Schönau und Hofhalden erfolgte bereits in alemannischer Zeit. Im Mittelalter gehörte der Ort zur Grafschaft Kyburg.

## Kultur und Freizeit
Die bis 1998 bestehende Schule wurde inzwischen geschlossen. Bekannt ist Dürstelen vor allem für den Golfplatz, der zu den größten und schönsten der Schweiz gezählt wird. Im Winter werden auf dem Gelände Langlaufloipen und Rodelbahnen angelegt. Betrieben wird der im Zürcher Oberland gelegene Platz vom Golf and Country Club Hittnau-Zürich.

## Wirtschaft
Neben dem Fremdenverkehr leben die Bewohner hauptsächlich von der Landwirtschaft.

Historisches Luftbild von Werner Friedli von 1950